# Економіка Ямайки

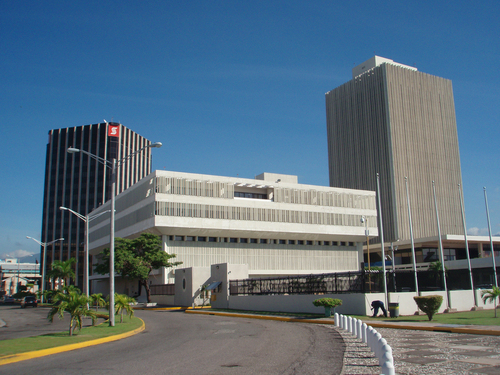
Кінгстон (Ямайка)

Сучасна Ямайка — слабкорозвинута економічно залежна країна. Основа економіки Ямайки — видобуток бокситів і виробництво глинозему на експорт та туризм. Важливу роль в економіці відіграє іноземний капітал. Гол. транспорт — автомобільний (90 % перевезень в країні). На частку мор. транспорту припадає 97 % зовнішньоторговельного обороту. Я. має 16 морських портів, гол. з яких — Кінґстон.
За даними [2001 Index of Economic Freedom, The Heritage Foundation]: ВВП — $4 млрд. Темп зростання ВВП — 0,1 %. ВВП на душу населення — $1559. Прямі закордонні інвестиції — $202 млн. Імпорт — $2,4 млрд (г. ч. США — 47,7 %; ЄС (без Великої Британії) — 12,8 %; Латинська Америка — 6,7 %). Експорт — $2,5 млрд (г.ч. США — 39,5 %; Канада — 15 %; ЄС (без Великої Британії) — 17,1 %; Велика Британія — 13,4 %).
У 18-19 ст. Ямайка приносила великі прибутки англійським плантаторам, що вирощували цукрову тростину використовуючи негрів-рабів. Сучасна Ямайка — відносно слаборозвинута економічно залежна країна. У середині XX ст. цукрова тростина, що була довгий час основою економіки країни, поступилася місцем бокситам, які зайняли провідне місце в експорті. У 1980-х роках різко скоротилися прибутки від постачання цукру і бокситів. На початок XXI ст. значні прибутки дає туризм.
У 1995 промислова продукція забезпечувала 36,2 % ВВП. Найрозвиненіша легка індустрія. Крім того, на Ямайці існує ряд великих промислових підприємств, що належать іноземним компаніям і працюючих на імпортній сировині. Вони випускають хімічні продукти, машини, верстати, скло, цемент і металеві вироби, а також займаються переробкою бокситів і нафти.

## Економічні зони
Ямайка ділиться на шість економічних зон. У гірському західному районі вирощують коноплі індійські, з яких виготовляють маріхуану, а в передгір'ях Блу-Маунтінс — найкращі сорти кави. У центральних і західних районах вапнякового плато розвинене тваринництво, вирощують індійські коноплі, а також фрукти і овочі. Тут же знаходяться основні родовища бокситів. Північне узбережжя Ямайки з прекрасними пляжами перетворилося в зону відпочинку і туризму. На південних прибережних рівнинах зосереджені великі плантації бананів і цукрової тростини, тут же знаходяться заводи по виробництву цукру-сирцю. Внутрішні райони вапнякового плато з центром в Крістіане протягом півстоліття переживали спад економіки, що було пов'язано з їх перенаселеністю. Крім того, ґрунти району сильно постраждали від ерозії. Програми економічного розвитку району, прийняті в кінці XX ст., увінчалися успішним відродженням сільського господарства.
Незважаючи на невелику площу (319 кв. км), район Лігуанія, приурочений до алювіальної рівнини на південному сході острова, займає провідне місце за чисельністю населення і розвитку економіки. Тут розташовані міста Кінгстон і Спаніш-Таун, в яких зосереджені 80 % промисловості і 25 % населення країни.

## Енергетика
Майже вся енергетика країни базується на імпортній нафті. У 1995 Ямайка виробила 848,4 тис. кВт·год. електроенергії.